# Amčitka
Amčitka (anglicky Amchitka, [æmˈtʃɪtkə]IPA, aleutský název Amchixtax) je jeden z Aleutských ostrovů. Je sopečný, tektonicky nestabilní a patří do skupiny Krysích ostrovů. Na délku měří zhruba 68 kilometrů, jeho šířka se pohybuje mezi třemi a šesti kilometry.

## Historie

Místa pokusných jaderných výbuchů

Ostrov byl obýván po tisíce let, ale od roku 1832 na něm nikdo trvale nežije. Stal se součástí Spojených států amerických v roce 1867 v rámci nákupu Aljašky. 
V průběhu druhé světové války zde měla americká armáda letiště, které používala v bitvě o Aleutské ostrovy. Později byla Amčitka vybrána Komisí pro jadernou energii Spojených států amerických jako vhodné místo pro podzemní testy jaderných zbraní. Nakonec se zde takové testy uskutečnily pouze tři. První pokusný atomový výbuch nazvaný Long Shot proběhl 29. října 1965.

## Greenpeace
Několik dní po pokusném jaderném výbuchu Milrow, který byl proveden 2. října 1969, vznikla v kanadském Vancouveru organizace nazvaná Don't Make A Wave Committee, která se rozhodla bojovat proti provádění dalších testovacích výbuchů. 15. září 1971 aktivisté vypluli na lodi Phyllis Cormack už pod jménem Greenpeace protestovat proti dalším americkým atomovým testům na Amčitce. Protestní plavba sice nezabránila třetímu pokusnému výbuchu nazvanému Cannikin, ke kterému došlo 6. listopadu 1971, ale vyvolala velký ohlas u veřejnosti a vedla ke vzniku mezinárodní ekologické organizace Greenpeace.

## Galerie

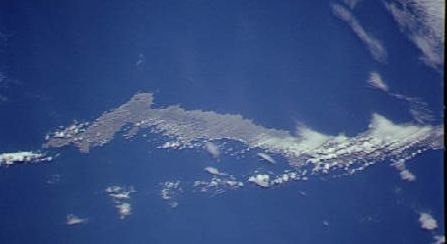
Satelitní snímek ostrova
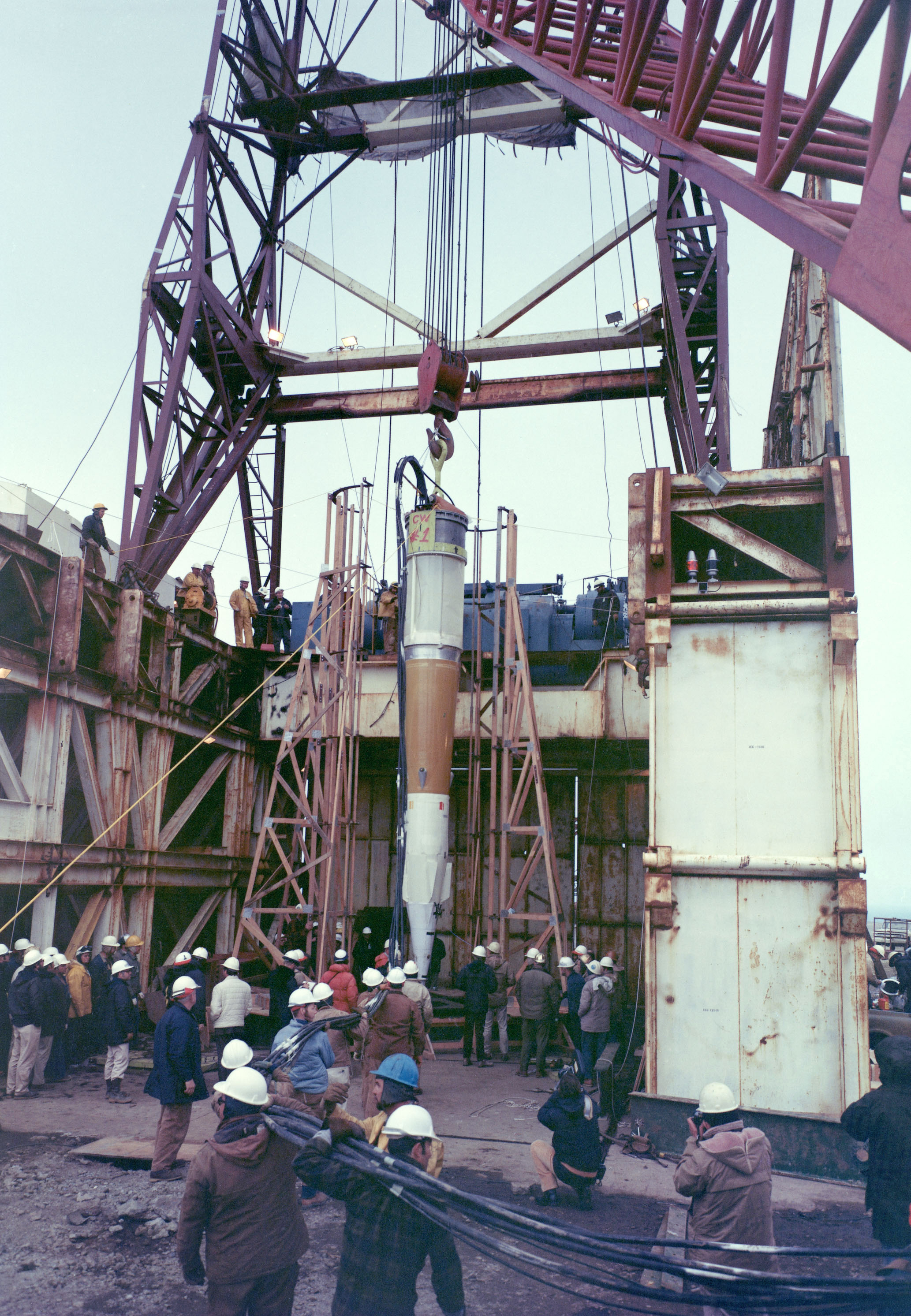
Příprava testu protiraketové střely Spartan s jadernou hlavicí (rok 1971)
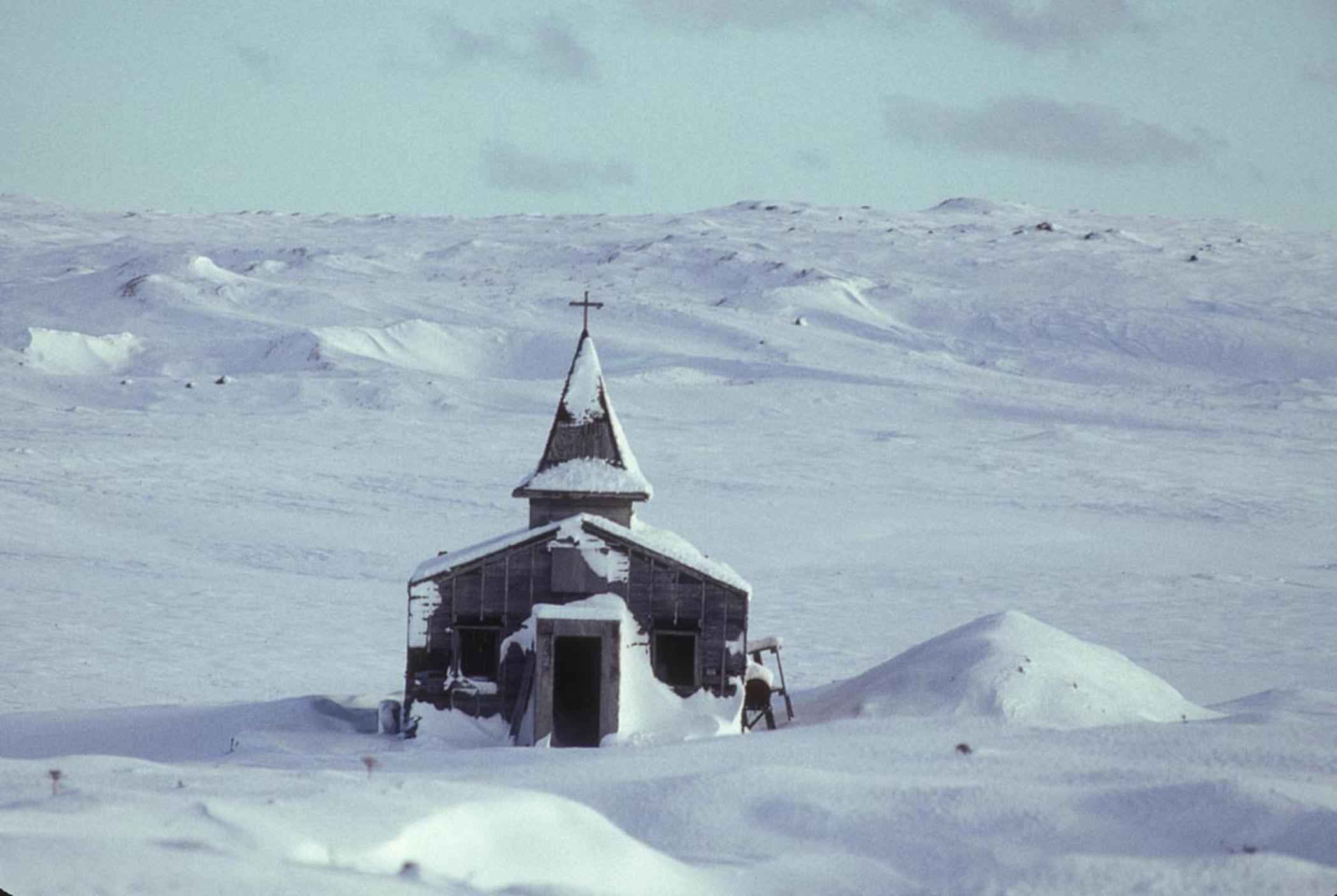
Amčitka v zimě
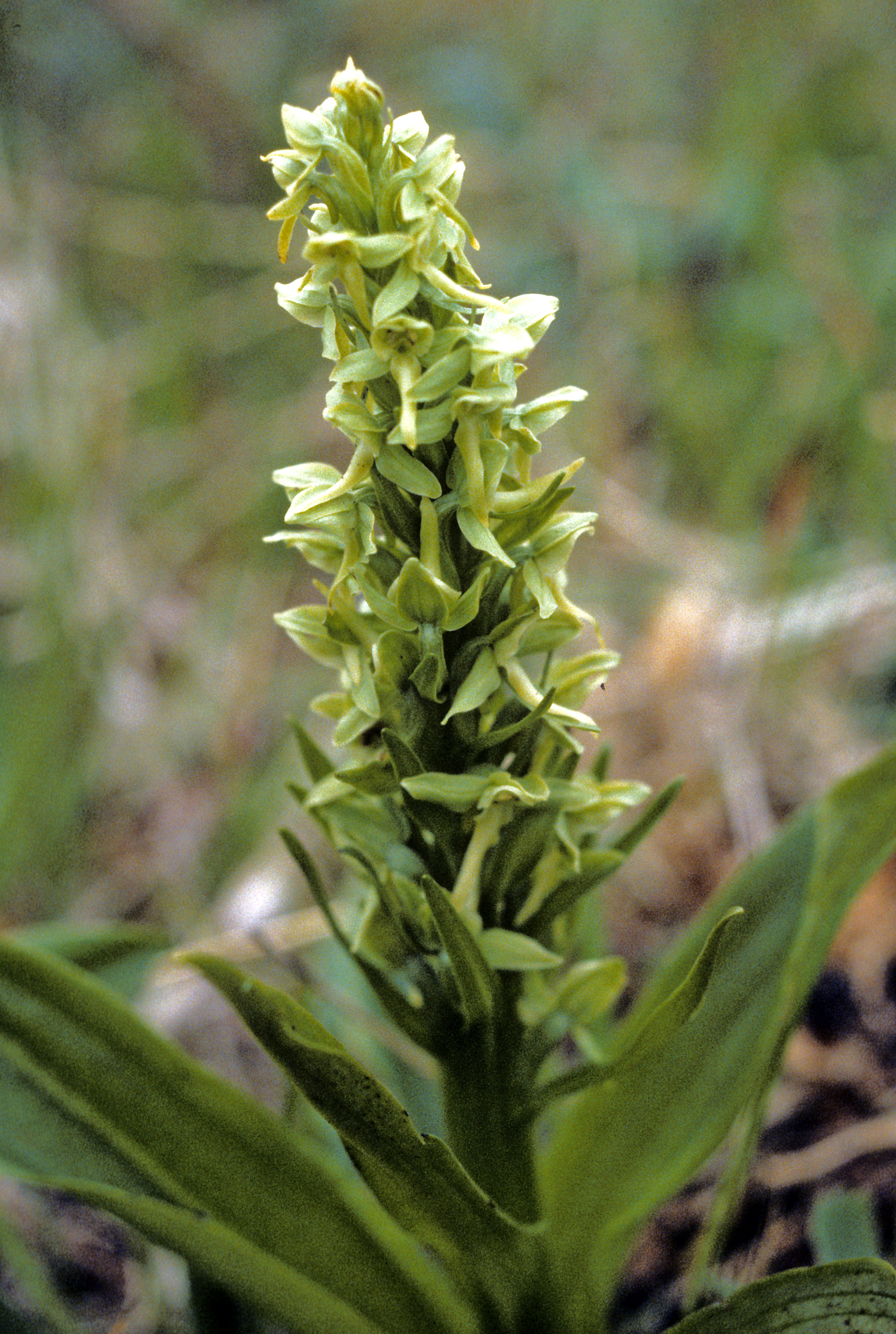
Orchidej Platanthera tipuloides patří k ostrovní flóře
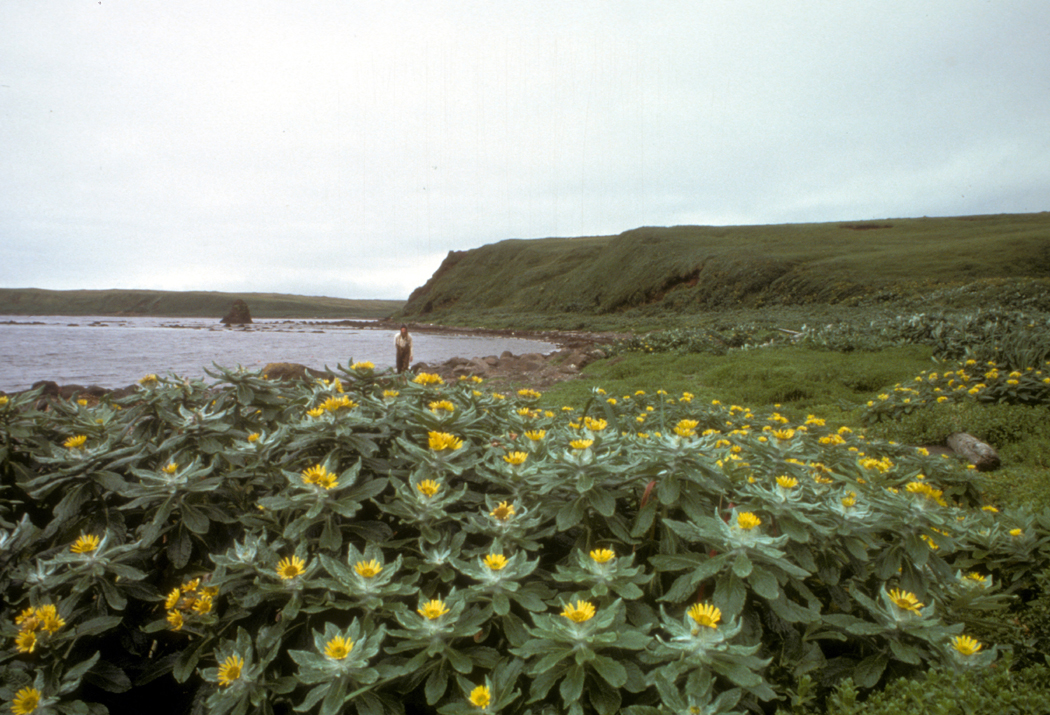
Léto na Amčitce - kvetoucí starček Senecio pseudo-arnica